# رقم دنبار

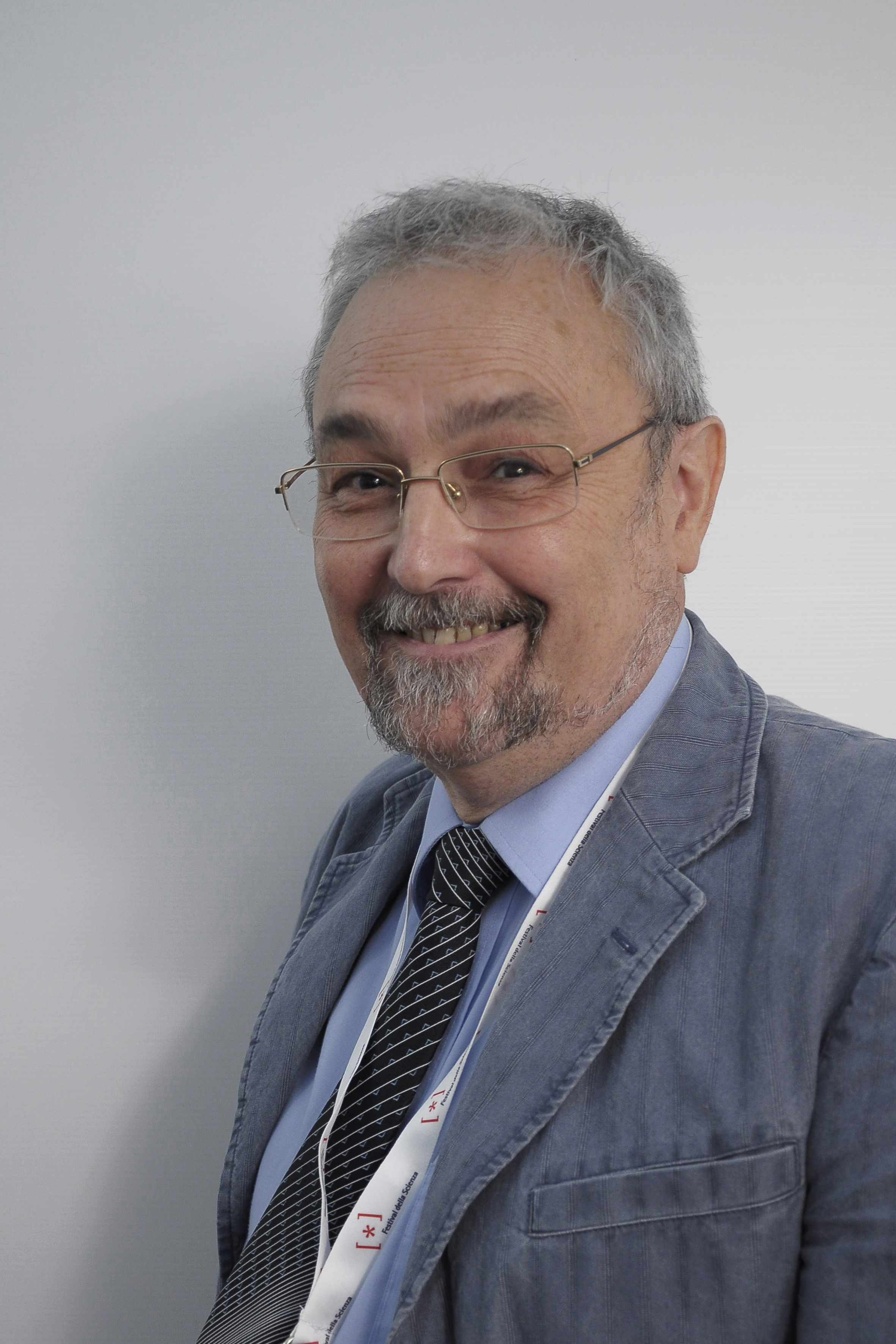

رقم دنبار (بالإنجليزية: Dunbar's number) هو رقم يشير إلى العدد الأقصى من الأشخاص الذين يستطيعون تحقيق علاقات بين الأشخاص بشكل مستقر. تكون هذه العلاقات بحيث أن كل شخص يعرف من يكون الشخص الآخر وعلاقة كل شخص بالشخص الآخر. تم اقتراح هذا الرقم لأول مرة من قبل عالم الإنسان البريطاني روبين دنبار، الذي وجد علاقة بين حجم دماغ الرئيسيات والحجم المتوسط للمجموعة. وبأخذ حجم دماغ الإنسان الوسطي وحساب النتائج للرئيسيات، يكون هذا العدد بحوالي 150 علاقة ثابتة. يقترح مؤيدو النظرية أن مجموعات بحجم أكبر من ذلك تحتاج إلى قوانين محدد أكثر، وطرق لفرض القوانين من أجل الحصول على ثبات في المجموعة.

## تفسير
فسر روبين دنبار الرقم بالعبارة التالية:
"هو عدد الأشخاص الذين لن يشعرك الإنضمام إليهم لمشروب دون دعوة بالإحراج إذا حدث و صادفتهم في حانة" 